# Colombias förenta stater
Colombias förenta stater (spanska: Estados Unidos de Colombia) var det namn som genom Rionegrokonstitutionen 1863  antogs för den stat som tidigare varit känd som Republiken Nya Granada efter att federationen Republiken Colombia upplösts 1830-1831.
De nio ursprungliga stater som bildade konfederationen var Antioquia, Bolívar, Boyacá, Cauca, Cundinamarca, Magdalena, Panama, Santander och Tolima, och territorierna Caquetá, San Martin, Nevada och Motilones.
Efter åratal av inbördeskrig proklamerade Rafael Núñezs parti 1886 en ny konstitution, av mer centralistisk karaktär, vilken avskaffade Colombias förenta stater och skapade Republiken Colombia.